# Гарвардская школа богословия
Гарвардская школа богословия (англ. Harvard Divinity School) расположена в Кэмбридже, штат Массачусетс, США. Школа направлена на академическое изучение религий, которое полезно для священнослужения или других общественных направлений служения.

## История
Гарвардский колледж был основан в 1626 году пуританами и конгрегационалистами для подготовки священников. В 1816 году Школа богословия стала отдельным богословским заведением при колледже и первым не деноминациональным богословским учреждением в США. Неофициально Гарвардская богословия школа связана с Унитарной церковью США. Она, тем не менее, всё ещё поддерживает исторические связи с одними из преемников конгрегационалистов — Объединённой церковью Христа.

## Степени
Богословская школа Гарварда аккредитована Ассоциацией богословских школ США и Канады и предоставляет возможность получить следующие академические степени:
- Магистр теологических наук
- Магистр богословия
- Магистр теологии
- Доктор теологии

## Учебная программа
Кандидаты на степень магистра теологических наук выбирают из 18 академических направлений:
- Африканские и афро-американских религии
- Буддизм
- Сравнительное изучение религий
- Восточно-азиатские религии
- Ветхий завет
- История христианства
- Индуизм
- Ислам
- Иудаизм
- Новый завет и раннее христианство
- Философия религии
- Религии на американском континенте
- Религия, этика и политика
- Религия, литература и культура
- Религия и общественные науки
- Южно-азиатские религии
- Теология
- Женщины, гендер, сексуальность и религия.

### Центр изучения мировых религий
Основан в 1960 году после анонимного пожертвования в 1957. В данный момент директором является Дональд Свеарер, буддистский учёный.
Центр предоставляет площадку для межрелигиозных исследований.
"

## Андовер-Гарвардская теологическая библиотека
Андовер-Гарвардская теологическая библиотека была основана в 1836 году и расширилась, когда Андоверская теологическая семинария и Богословская школа Гарварда объединились. В сентябре 2001 года была обновлена, затратив $12 млн на оцифровку и создание базы данных. (From the HDS 2007-08 Catalog)
- Книги и периодические издания: 485046
- Более 30000 редких книг (включая 22, изданные ранее 1525 года)
- Число подписок: 2981
- Оригинальные рукописи Пауля Тиллиха
- Аудио-видео-материалы: 633 темы
- Исторические архивы Ассоциации унитариев-универсалистов
- Коллекция библиотеки пополняется ежегодно на 4000-6000 новых томов.
- Общее обращение в 2006: 46703

## Зал Андовера
Построенный в 1911 году и обошедшийся в сумму $300 000 Зал Андовера был спроектирован Аллен и Колленс, фирмой, занимающейся дизайном в основном нео-средневековыми и церковными дизайнами, и это единственное здание в Гарварде, построенное в готическом стиле.
В здании имеется часовня, библиотека, общежитие, семинарские и лекционные комнаты и административные и преподавательские кабинеты.

## Известные выпускники
- Charles G. Adams (англ.), пастор Хартфолдской Мемориальной баптистской Церкви; бывший президент Прогрессивного национального баптистского конвента
- William and Lucille Nickerson, профессора Богословской школы Гарвардского университета
- Ralph Waldo Emerson (англ.), философ, поэт, эссеист
- Horatio Alger (англ.), учёный и писатель-романист
- Reza Aslan (англ.), автор и мусульманский учёный
- Charles Bennison (англ.), епископ Епископальной церкви США
- George Bradburn (англ.), унитарианский проповедник и аболизионист из Массачусетса
- Neville Callam (англ.), генсек Всемирного союза баптистов
- Edward John Carnell (англ.), выдающийся неоевангелический теолог
- Demetrios, Archbishop of America (англ.), действующий примас Греческой православной епархии США
- Tom Chappell (англ.), основатель Tom’s of Maine, крупного производителя косметической продукции
- Tom Chick (англ.), актер, редактор и журналист в области видеоигр
- Delman L. Coates (англ.), Старший пастор Баптистской церкви на горе Эннон
- Moncure D. Conway (англ.), унитарианский проповедник и аболиционист из Виргинии
- Janet Cooper-Nelson (англ.), университетский священник Браунского университета, первая женщина-священник в Лиге плюща
- John Cranley (англ.), Бывший кандидат в конгрессмены из Огайо.
- William Greenleaf Eliot (англ.), сооснователь Вашингтонского университета в Сент-Луисе
- Archie Epps (англ.), Декан по работе студентов Гарварда 1971—1999[4]
- Robert P. George (англ.), автор, учёный по конституционному праву, профессор Принстона
- Peter J. Gomes (англ.), проповедник и писатель
- Крис Хеджес, американский журналист и писатель
- Iakovos, Archbishop of America (англ.), архиепископ Греческой ортодоксальной церкви с 1959 по 1996
- James Franklin Kay (англ.), профессор гомилетики и литургии Принстонской теологической семинарии
- Scotty McLennan (англ.), декан Религиозной жизни Стэнфордского университета
- Hyung Jin Moon (англ.), Президент Международной Церкви Объединения[5]
- C.E. Morgan (англ.), автор
- William B. Oden (англ.), епископ Объединенной методистской церкви
- Theodore Parker (англ.), выдающийся унитарианист и мыслитель трансцендентализма, учёный и аболиционист
- Rodney L. Petersen (англ.), историковед, исполнительный директор Бостонского теологического института
- Richard L. Pratt, Jr. (англ.), Профессор Ветхого завета, Президент Духовенства третьего тысячелетия
- Saba Soomekh (англ.), профессор, эссеист
- Edmund Sears (англ.), унитарианский теолог
- Jeffrey L. Seglin (англ.), журналист, писатель и профессор Emerson College
- Vanessa Southern (англ.), унитарианский священник и прогрессивная либералистка[6][7]
- Richard Tafel (англ.), основатель Log Cabin Republicans, лоббист, исполнительный коуч
- Sarah Warn (англ.), главный редактор, основатель AfterEllen.com
- Leland Wilkinson (англ.), статист и компьютерный учёный

## Публикации

### Богословский бюллетень Гарварда
Богословский бюллетень Гарварда – это журнал для выпускников, выходящий четырежды в год отделом по внешним связям БШГ — в основном весной, летом, осенью и зимой. Журнал содержит не беллетристические очерки, мнения, поэзию и обзоры религий и их отношений с современной жизнью, искусством и наукой. Также включает в себя проводимые Гарвардом ежегодные «лекции Ингерсола» (на тему человеческого бессмертия).

### Богословский Гарвард сегодня
Богословский Гарвард сегодня — это журнал для выпускников, выходящий трижды в год отделом по внешним связям БШГ. Он включает свежие оригинальные статьи, списки мероприятий и особые заметки.

### Обзор от теологического Гарварда
Основанный в 1908, Обзор от теологического Гарварда является квартальным журналом, публикующим оригинальные исследования во многих научных и религиозных областях, включая этику, археологию, христианские, иудейские науки и сравнительные религиозные изучения.

## Религиозная принадлежность студентов
(Подсчет взят из каталога 2007—2008)
- Африканская методистская епископальная церковь[англ.]: ~ 1 %
- Агностики: ~ 1 %
- Англиканская церковь/Епископальная церковь США: 32 (7.2 %)
- Ассамблеи Бога: ~ 1 %
- Баптисты: 15 (3.6 %)
- Буддизм: 13 (2.9 %)
- Римская католическая церковь: 53 (11.9 %)
- Апостолы Христа: ~ 1 %
- Церковь Бога во Христе: ~ 1 %
- Конгрегационалисты: ~ 1 %
- Харизматическое движение: ~ 1 %
- Евангельские христиане: ~ 1 %
- Индуизм: ~ 1 %
- Джайнизм: ~ 1 %
- Иудаизм: 16 (3.6 %)
- Мормоны: ~ 1 %
- Лютеранство: 14 (3.1 %)
- Меннониты: ~ 1 %
- Методизм: 20 (4.5 %)
- Ислам: 8 (1.8 %)
- Православие: ~ 1 %
- Язычество: ~ 1 %
- Пятидесятники: ~ 1 %
- Пресвитерианская церковь: 25 (5.6 %)
- Натуралисты: ~ 1 %
- Квакеры: ~ 1 %
- Адвентисты Седьмого дня: ~ 1 %
- Сикхизм: ~ 1 %
- Суфизм: ~ 1 %
- Унитарианство: 36 (8.1 %)
- Объединенная церковь Христа: 24 (5.4 %)
- Церковь Объединения: ~ 1 %

Кроме того:
- внеконфессиональные: 37 (8,2 %)
- многоконфессиональные: 9 (2 %)
- воздержались от ответа: 85 (19 %)

## Здания Богословской школы
- Богословский зал
- Зал Андовера
- Центр изучения мировых религий
- Зал Рокфеллера
- Джуитт-Хаус (здание деканата)
- Кэридж-Хаус